# 尤瓦

尤瓦市镇的盾徽

尤瓦（芬蘭語：Juva）是芬蘭東南部南薩沃區的市镇。始建於1442年1月19日，面積1,346平方公里，2013年人口6,841，人口密度為每平方公里5.88人。

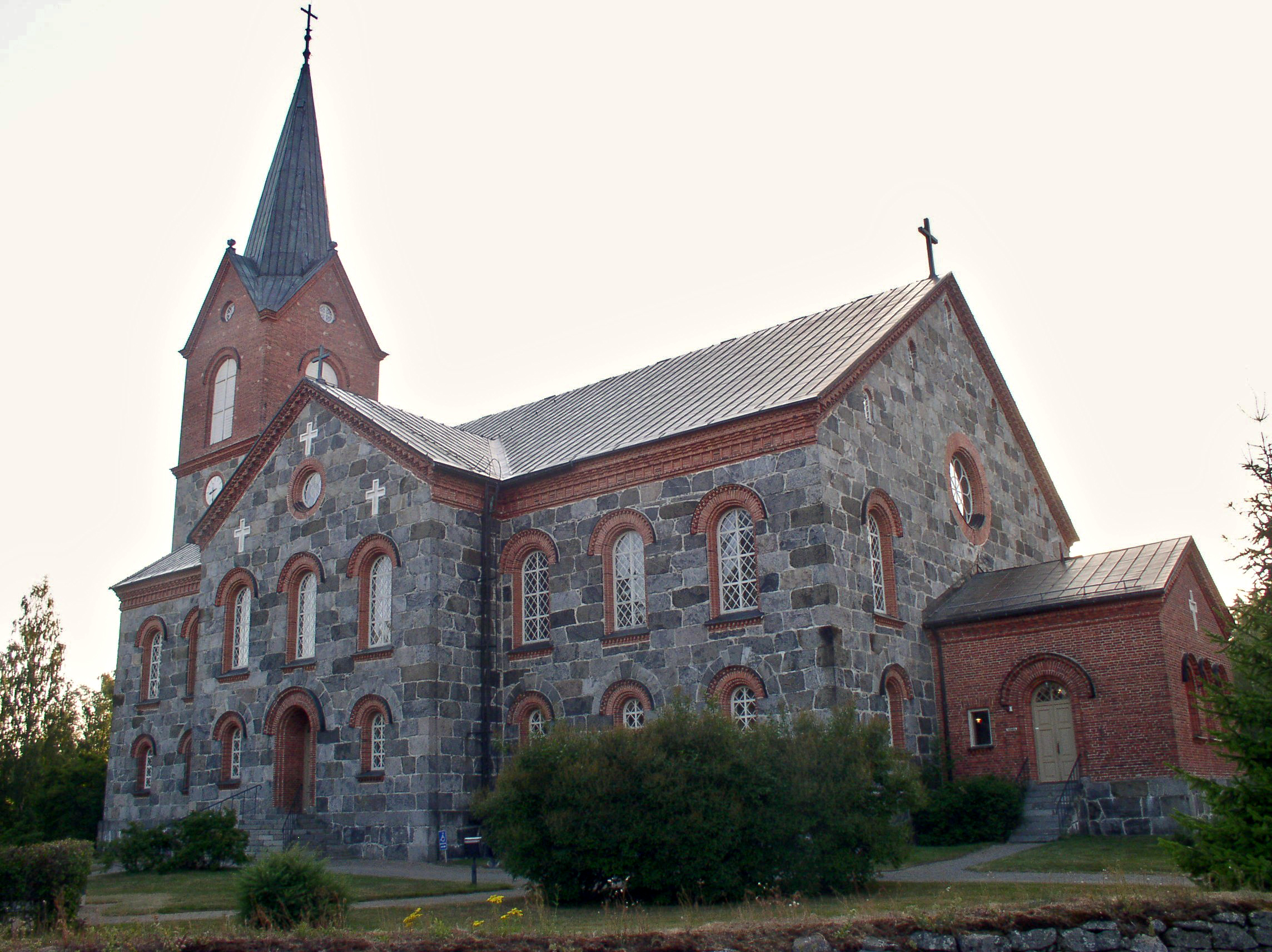
尤瓦教堂
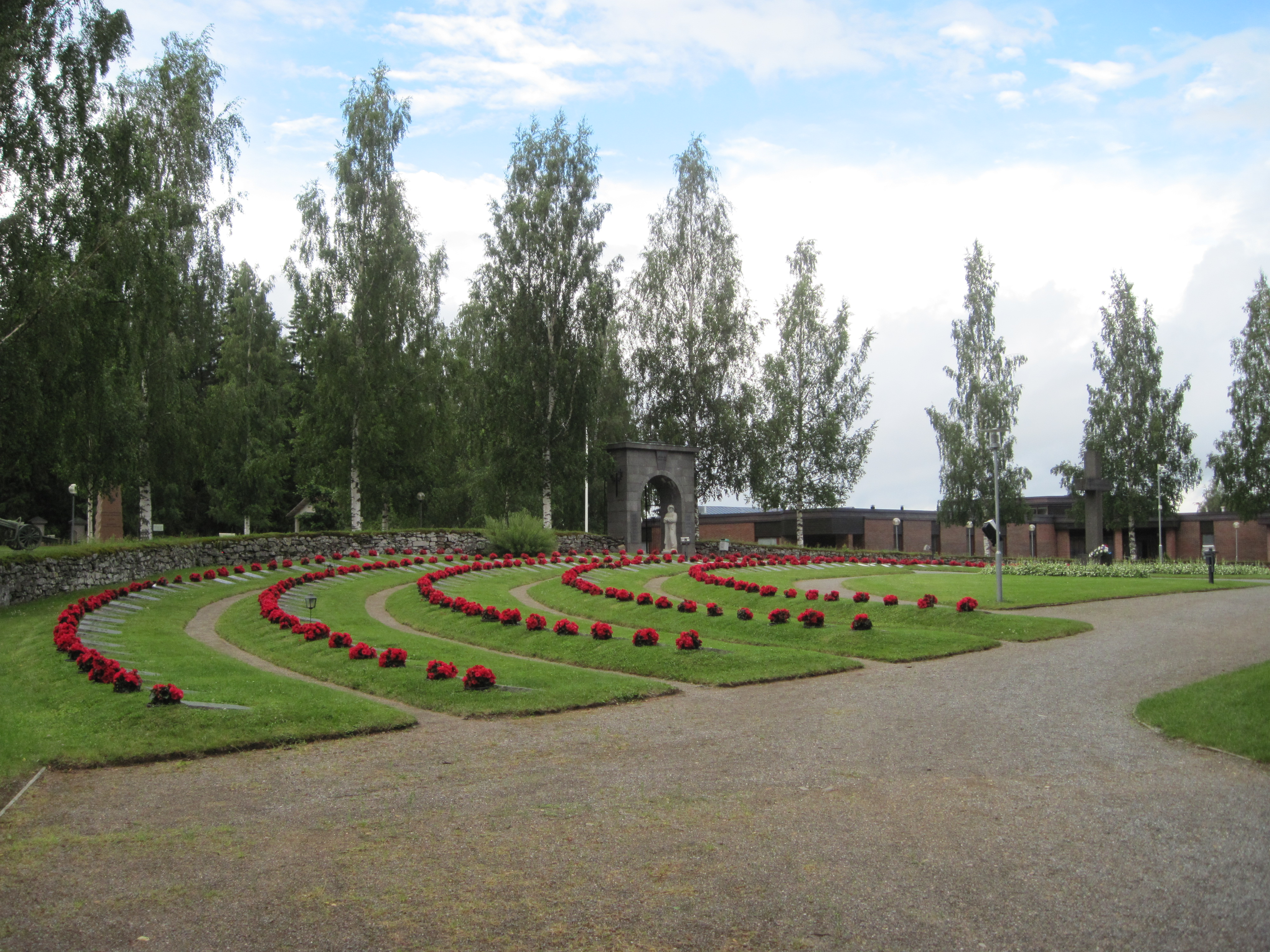
教堂旁的墓地
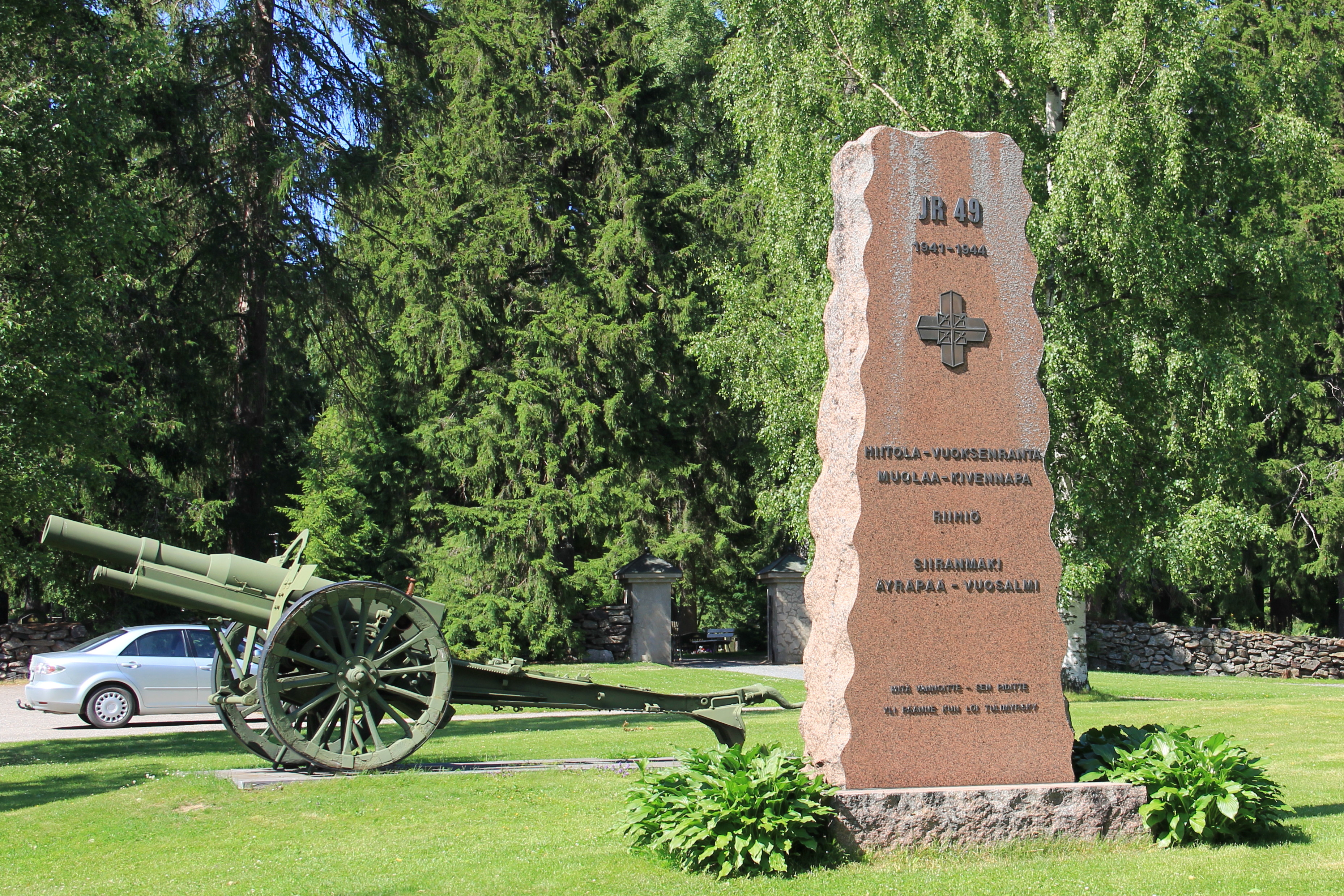
第49步兵团纪念碑

## 外部連結
- 找不到URL。请在此处指定URL或在维基数据上添加。 （文） （英文）